# Yi Siling
Yi Siling (chino: 易思玲; pinyin: Yì Sīlíng; Cantón, 6 de mayo de 1989) es una tiradora china.
Consiguió la primera medalla de oro de los Juegos Olímpicos de Londres 2012 al ganar en la prueba de carabina de aire desde 10 metros en el Cuartel de la Artillería Real, con un puntaje de 502,9.